# Kreuzberg (Gemeinde Edelschrott)
Kreuzberg ist eine Ortschaft in der Weststeiermark sowie eine Katastralgemeinde und Streusiedlung der Marktgemeinde Edelschrott im Bezirk Voitsberg in der Steiermark. Der Ort war von 1850 bis 1952 eine eigenständige Gemeinde. In Kreuzberg befindet sich neben der denkmalgeschützten Filialkirche St. Hemma am Kreuzberg  auch die von einem Verein betriebene Sternwarte Edelschrott.

## Lage und Geographie
Kreuzberg liegt im nordwestlichen Teil der Marktgemeinde Edelschrott, an den Hängen des Kreuzberges, zwischen dem Frei-Gößnitzbach im Norden und der Teigitsch im Süden und Südosten. Im Norden befindet sich die zur Marktgemeinde Maria Lankowitz gehörende Katastralgemeinde Gößnitz mit den Streusiedlungen Hochgößnitz, Strantzgraben und Kuhschweif, wobei hier der Winkel-Schleiferbach und der Frei-Gößnitzbach den Grenzverlauf bilden. Der Gößnitzbach bildet im Nordosten den Grenzverlauf zur Stadtgemeinde Köflach mit der Katastralgemeinde Puchbach. Im Osten und Südosten schließt die Katastralgemeinde Edelschrott mit dem gleichnamigen Marktort an Kreuzberg an, wobei die Katastralgemeinde teilweise bis auf etwa 300 Meter an das Ortszentrum heranreicht. Vor allem im Südosten markiert der Verlauf der Teigitsch die Grenze zwischen den beiden Katastralgemeinden. Entlang der Teigitsch verläuft auch die Grenze im Süden und Südwesten zur Gemeinde Hirschegg-Pack und den Katastralgemeinden Pack, Hirschegg-Rein und Hirschegg-Piber.
Auf dem Gebiet der Katastralgemeinde Kreuzberg befinden sich neben der gleichnamigen Ortschaft und Streusiedlung auch noch die Streusiedlung Sankt Hemma, die Orte Oberer Kreuzberg, Mittlerer Kreuzberg und Unterer Kreuzberg sowie mehrere von der Statistik Austria namentlich erfasste Bauernhöfe.
Durch den südöstlichen Teil von Kreuzberg verläuft die Packer Straße B 70, zwischen Edelschrott und Pack.

## Geschichte
Der heutige Ort entstand im Hochmittelalter auf einem Rodungsgebiet und bestand ursprünglich aus Einzelhöfen mit Einödfluren. Die erste urkundliche Erwähnung erfolgte 1416 als am Chrewtzperg ob Gelischrot. Der Name leitet sich dabei vermutlich vom mittelhochdeutschen Wort kriuze für Kreuz ab und verweist vermutlich auf die Siedlung um die Filialkirche St. Hemma am Kreuzberg.
Die Einwohner des Ortes gehörten bis zur Abschaffung der Grundherrschaften im Jahr 1848 zu verschiedenen Herrschaften, etwa zu Altkainach, dem Amt Schober der Herrschaft Greißenegg, dem Mitteramt der Herrschaft Kleinkainach, der Herrschaft Lankowitz, dem Amt Kreuzberg der Herrschaft Leonroth, der Herrschaft Ligist, dem Judlamt der Herrschaft Obervoitsberg, dem Amt Gößnitz der Herrschaft Piber sowie dem Amt Gößnitz der Herrschaft Reiteregg. Zudem gab es im 16. Jahrhundert eine dem Herren von Rindscheit zu zahlende Gült. Das Gerichtsgetreide ging nach Obervoitsberg während das Marchfutter nach Lankowitz ging. Die beiden Herrschaften Lankowitz und Obervoitsberg waren in Kreuzberg zehntberechtigt. Kreuzberg gehörte zum Werbbezirk der Herrschaft Lankowitz.
In Folge der Theresianischen Reformen wurde der Ort dem Grazer Kreis unterstellt und nach dem Umbruch 1848 war er bis 1867 dem Amtsbezirk Voitsberg zugeteilt. Mit der Konstituierung der freien Gemeinden im Jahr 1850 entstand aus dem Ort die freie Ortsgemeinde Kreuzberg. Eine im Jahr 1919 geplante Zusammenlegung mit der Gemeinde Edelschrott wurde abgelehnt. In der ersten Hälfte des Jahres 1934 wurden im Gemeindegebiet von Kreuzberg von Mitgliedern der verbotenen NSDAP immer wieder Hakenkreuzfeuer abgebrannt und es wurden auch Hakenkreuze an Hausmauern geschmiert. Im Mai desselben Jahres wurde Kreuzberg als eine ehemalige Landbundgemeinde bezeichnet und die Gendarmerie aus dem benachbarten Edelschrott stufte etwa die Hälfte der Gemeindebewohner als nicht regierungstreu ein. In den Jahren 1936 und 1937 wurden in Kreuzberg mehrere Mitglieder des verbotenen SA-Sturmes Edelschrott verhaftet. Am 28. September 1941 stürzte aufgrund dichten Nebels in einem Wald bei Kreuzberg eine Junkers Ju 87 der Stuka-Schule Graz II ab, wobei die beiden Besatzungsmitglieder ums Leben kamen. Durch einen Bombenabwurf am 2. Februar 1945 kam es zu einem Flurschäden in Kreuzberg.
Am 1. Jänner 1952 erfolgte die Zusammenlegung von Kreuzberg mit der Gemeinde Edelschrott.

## Wirtschaft und Infrastruktur
Die Katastralgemeinde ist überwiegend land- und forstwirtschaftlich geprägt, im 19. Jahrhundert spielte dabei der Anbau von Feldfrüchten vor allem von Hafer eine wichtige Rolle. Die Bedeutung der Forstwirtschaft spiegelt sich in der Tatsache wider, dass es im Jahr 1950 insgesamt sechs Sägewerke im Gemeindegebiet von Kreuzberg gab.
Durch den Süden von Kreuzberg führt die Packer Straße (B 70), die von Graz über die Pack nach Klagenfurt führt. Der bei Kreuzberg liegende Abschnitt dieser Straße wurde um 1840 errichtet.

## Kultur und Sehenswürdigkeiten

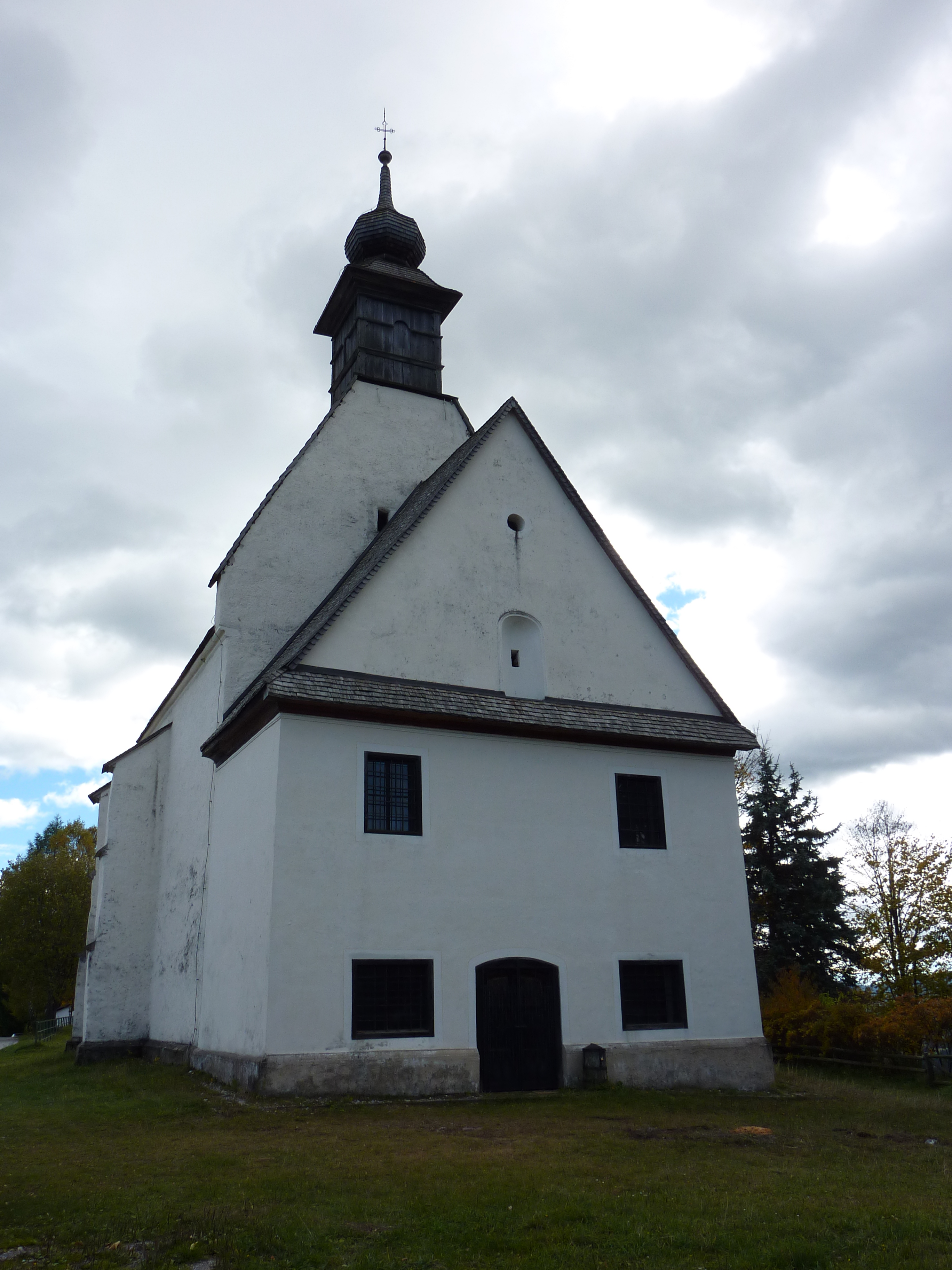
Die Filialkirche St. Hemma am Kreuzberg

In Kreuzberg gibt es insgesamt ein denkmalgeschütztes Bauwerk. Die Filialkirche St. Hemma am Kreuzberg in Sankt Hemma wurde vermutlich um 1540 erbaut und hat einen in der Judenburger Werkstätte des Balthasar Prandtstätter gefertigten Hochaltar.
Neben der Kirche gibt es noch einige religiöse Flurdenkmäler wie Bildstöcke auf dem Gebiet der Katastralgemeinde. So steht an der Zufahrtsstraße zum Bauernhof Martlbauer das sogenannte Martlbauerkreuz, ein Laubenbildstock. Dieser wurde 1945 von Franz und Josefa Penz zum Gedenken an ihre beiden im Zweiten Weltkrieg gefallenen Söhne errichtet und hat ein von zwei Stahlrohrsäulen gestütztes vorgezogenes Walmdach. Zwischen den Säulen befinden sich hölzerne Verbindungsbögen mit einer an die beiden Söhne erinnerten Inschrift.  In der Nische des Bildstockes steht ein Standkreuz, Marienbilder, ein Kreuz mit Assistenzengel aus Gips sowie Fotos der Gefallenen. Seit etwa 1985 dient das Martlbauerkreuz als Ort für Maiandachten. Das zu Beginn des 19. Jahrhunderts an der Stelle eines älteren Holzkreuzes errichtete Knoblbauerkreuz ist ein Pfeilerbildstock und wurde zwischen 1967 und 1979 von M. A. Reinisch und F. F. Weißensteiner renoviert. In der Nische des Bildstockes steht ein kleiner barocker Altar, in dessen Ziborium eine geschnitzte Pietà steht. Beim Bauernhof Kogelweber steht ein als Kogelweberkreuz bekannter Pfeilerbildstock der ursprünglich im 17. Jahrhundert als Pestkreuz errichtet worden war. Der Bildstock hat einen prismatischen Baukörper mit quadratischen Grundriss und verfügt über eine flache, rechteckige Nische in der sich eine Madonnafiguren aus Gips sowie ein kleines Kruzifix befinden. Das als ebenfalls als Pfeilerbildstock ausgeführte Oberländerkreuz am Unteren Kreuzberg wurde in den 1950er-Jahren errichtet. In seiner Nische hängen drei Heiligenbilder sowie ein aus Metall gefertigtes Standkreuz. Das als Tabernakelbildstock ausgeführte Pöschlenzkreuz wurde im 17. Jahrhundert vermutlich als Pestkreuz erbaut, dient mittlerweile aber als Wetterkreuz. Es verfügt über vier Nischen, wobei in einer ein von Bruno Eberhard geschnitztes Relief eines betenden Heiligen hängt.  Der Schleiferkreuz genannte Pfeilerbildstock beim Bauernhof Pfeifer, nahe der Gemeindegrenze zu Hirschegg-Pack und Maria Lankowitz, wurde nach 1950 vermutlich als Grenzkreuz an der Stelle eines älteren Grenzpunktes aus Holz errichtet. Es wurde aus grünlichen Naturstein gefertigt und hat einen gestelzten Rundbogen.
Etwas östlich von Sankt Hemma befindet sich die von einem Verein betriebene Sternwarte Edelschrott.

## Politik

### Ehemalige Gemeindevorsteher und Bürgermeister
- 1852 Franz Hojas[2]
- 1869 Simon Pfennich[2]
- 1874 Ignaz Reinisch[2]
- spätestens 1880–1886 Johann Arzberger[2]
- 1887–1899 Georg Schütting[2]
- 1899–1905 Johann Zwanzer[2]
- 1905–1919 Franz Dorner[2]
- 1919–1924 Johann Godl[2]
- 1924–1932 Johann Arzberger[2]
- 1932–1945 Johann Godl[2]
- 1945 Hilarius Godl[2]
- 1946–1948 Johann Langmann[2]
- 1861–1870 Johann Schaffler[2]
- 1948–1951 Johann Arzberger[2]